# Josep Maria Maixé Pasano
Josep Maria Maixé Pasano (Tarragona, 1961) és un alpinista català.
Membre del Centre Excursionista Tarragona, el 1982 creà el Grup Alpí d'aquesta entitat. Ha format part de diferents expedicions a l'Himàlaia, com l'ascensió al Nun el 1985, a l'Annapurna I el 1987, i al Shisha Pangma (1993). També participà en les expedicions amb esquís al mont Muztagata, l'any 1995, i a l'Everest els anys 1997 i 2000, com a director de l'expedició. Unes expedicions que finalment no van poder culminar l'objectiu del cim a causa del fort vent i les condicions meteorològiques existents.